# Change (песня Хёны)
«Chang»  — первый сингл южнокорейской певицы Хёны при участии Чунхёна из Beast. Это ознаменовало ее дебют в качестве сольного исполнителя, но все еще в составе гёрл-группы 4minute. Он был выпущен как цифровой сингл Cube Entertainment и Universal Music 4 января 2010 года. Текст песени был написан Shinsadong Tiger и Чжон Хе-Воном, которые также сочинили музыку. Музыкальное видео на песню было выпущено 6 января.

## Релиз
«Change» был официально выпущен 4 января 2010 года. Песня также включает рэп-часть Чунхёна из Beast.

## Промоушен
Чтобы продвинуть песню, Хёна появилась на нескольких южнокорейских музыкальных программах, в том числе Music Bank, Show! Music Core, Inkigayo.

## Коммерческий успех
Песня имела коммерческий успех. Песня вошла и достигла пика под номером 2 в цифровом чарте Gaon в выпуске чарта от 3-9 января 2010 года. Песня оставалась в топ - 10 чарта в течение пяти недель подряд - ее первые две недели под номером 2-и в общей сложности четырнадцать недель подряд в топ-100 чарта.
Песня достигла 5-го места в цифровом чарте Gaon за январь 2010 года. В феврале месяце песня поместилась под номером 11, в то время как в марте месяце поместилась под номером 50.
Сингл разместился под номером 86 на графике Gaon Digital Chart 2010.

## Музыкальное видео
3 января 2010 года тизерное видео было выпущено в интернете. Полное музыкальное видео было выпущено 6 января 2010 года.
Все начинается с того, что Хёна танцует в темном городе, она одета в серый костюм. Потом она садится на стул и поет. В музыкальном видео есть несколько сцен, как Хёна танцует на темной улице в джинсах и черной блузке, затем она танцует на сцене в комнате, одетой в короткую черную юбку и черную рубашку с красным Кельвином Клейнсом.
В середине песни в перерыве танца она танцует под дождем, а в конце песни она танцует перед белым фоном, одетой в белый костюм.

### Противоречие
14 января 2010 года музыкальное видео «Change» было отмечено рейтингом 19+ из-за провокационных танцев Хёны, ссылаясь на то, что оно не подходит для несовершеннолетних. Cube Entertainment заявили, что музыкальное видео было повторно отредактировано и представлено на утверждение.

## Трек-лист
Digital download
| №  | Название                  | Текст песни                  | Музыка                       | arrangement      | Длительность |
| -- | ------------------------- | ---------------------------- | ---------------------------- | ---------------- | ------------ |
| 1. | «Change» (feat Ён Чунхён) | Shinsadong Tiger Jeon Hyewon | Shinsadong Tiger Jeon Hyewon | Shinsadong Tiger | 3:32         |

## Чарты

### Еженедельный чарт
| Чарты (2010)                     | Позиция |
| -------------------------------- | ------- |
| South Korea (Gaon Digital Chart) | 2       |

### Ежемесячный чарт
| Чарты (2010)                     | Позиция |
| -------------------------------- | ------- |
| South Korea (Gaon Digital Chart) | 5       |

### Годовой чарт
| Чарты (2010)                     | Позиция |
| -------------------------------- | ------- |
| South Korea (Gaon Digital Chart) | 86      |